# Trójskok z miejsca
Trójskok z miejsca – konkurencja lekkoatletyczna rozgrywana na igrzyskach olimpijskich w latach 1900 i 1904. Wykonuje się go w taki sam sposób, jak trójskok, z tą różnicą, że zawodnik nie może wykonać rozbiegu, lecz musi stać nieruchomo.
Technika i zasady konkurencji różniły się w zależności od zawodów. Według badań członków stowarzyszenia Association of Track and Field Statisticians, na Letnich Igrzyskach Olimpijskich 1900 wykonywany był on w sposób ciągły, podczas gdy na Letnich Igrzyskach Olimpijskich 1904 składał się z trzech osobnych skoków z miejsca.
Chociaż zawody w trójskoku z miejsca nie są dziś zbyt powszechne, nadal służy on jako ćwiczenie szkoleniowe.

## Medaliści olimpijscy w trójskoku z miejsca
| Igrzyska        | 1. miejsce                 | Wynik   | 2. miejsce                      | Wynik   | 3. miejsce                       | Wynik  |
| 1900, Paryż     | Ray Ewry Stany Zjednoczone | 10,58 m | Irving Baxter Stany Zjednoczone | 9,95 m  | Robert Garrett Stany Zjednoczone | 9,50 m |
| 1904, St. Louis | Ray Ewry Stany Zjednoczone | 10,54 m | Charles King Stany Zjednoczone  | 10,16 m | Joseph Stadler Stany Zjednoczone | 9,60 m |